# ATP Challenger Charleston
Das ATP Challenger Charleston (offizieller Name: LTP Men’s Open) war ein zwischen 2022 und 2024 stattfindendes Tennisturnier in Charleston, Vereinigte Staaten. Es war Teil der ATP Challenger Tour und wurde im Freien auf Hartplatz ausgetragen.

## Liste der Sieger

### Einzel
| Jahr | Sieger              | Finalgegner         | Ergebnis            |
| ---- | ------------------- | ------------------- | ------------------- |
| 2024 | Edas Butvilas       | Nishesh Basavareddy | 6:4, 6:3            |
| 2023 | Abedallah Shelbayh  | Oliver Crawford     | 6:2, 6:75, 6:3      |
| 2022 | Turnier abgebrochen | Turnier abgebrochen | Turnier abgebrochen |

### Doppel
| Jahr | Sieger                          | Finalgegner                    | Ergebnis            |
| ---- | ------------------------------- | ------------------------------ | ------------------- |
| 2024 | Luke Saville Tristan Schoolkate | Calum Puttergill Dane Sweeny   | 6:73, 6:1, [10:3]   |
| 2023 | Luke Johnson Skander Mansouri   | Nicholas Bybel Oliver Crawford | 6:4, 6:4            |
| 2022 | Turnier abgebrochen             | Turnier abgebrochen            | Turnier abgebrochen |